# Ludovico Marracci

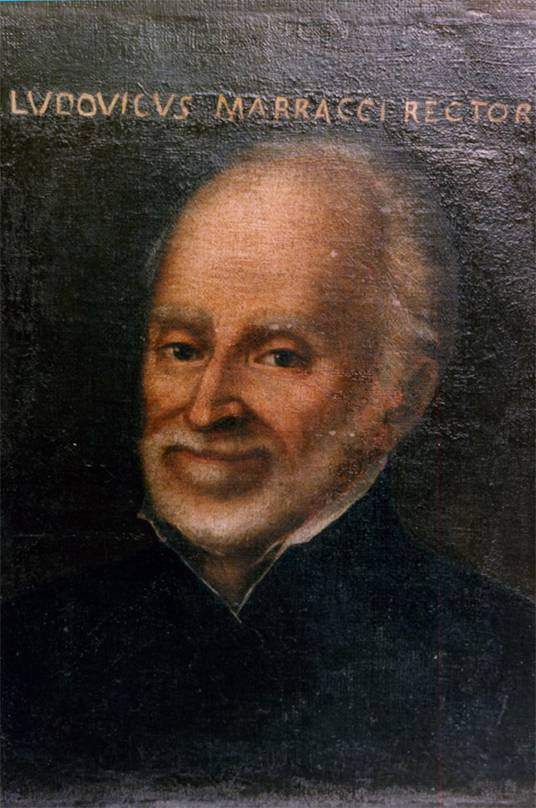
P. Ludovico Marracci O.M.D.

Ludovico Marracci (* 6. Oktober 1612 in Torcigliano di Camaiore (bei Lucca); † 5. Februar 1700 in Rom) war ein katholischer Priester, Theologe und Übersetzer, welcher 1691–1698 eine wegen ihrer Genauigkeit in Europa für Jahrhunderte maßgebliche Übersetzung und Kommentierung des Korans in Latein veröffentlichte.

## Biografie
Marracci trat im Alter von 15 Jahren 1627 in Lucca in den Orden der Regularkleriker der Mutter Gottes (Ordo Clericorum Regularium Matris Dei — O.M.D.) ein und studierte in Rom Philosophie und Theologie, sowie Griechisch, Syrisch, Chaldäisch (womit die Zeitgenossen biblisches Aramäisch meinten) und Hebräisch. Über seine Begegnung mit dem Arabischen berichtet er im Prodromus ad refutationem Alcorani im Vorwort folgendes:
»Infatti, avendo trovato in una biblioteca una pagina con strani caratteri, mentre camminavo tenendola spianata davanti a me, incontrai un Maronita che mi disse quei caratteri essere arabi. Lo stesso poi si mise a magnificare la lingua araba, la sua eccellenza, dignità e utilità, esortandomi a dedicarmici. E benché conoscessi già il detto “la lingua araba è molto difficile”, tuttavia per occulta predisposizione astrale o piuttosto proveniente dal Creatore degli astri che mi spingeva imparare le lingue, decisi di aggiungere agli studi, cui ero obbligato, anche quest’altro. Incominciai ad apprendere senza troppo sforzo dagli orientalisti che erano a Roma, la forma delle lettere arabe, il nome, la quantità, la pronuncia. Il resto cercai di ottenerlo dallo studio privato, senza altri maestri che le grammatiche e i lessici dei dottissimi Guadagnoli, Martellotto, Giggei, Erpenio, Rafeleng, Golius.«
(Als ich einst in der Bibliothek ein Blatt mit seltsamen Schriftzeichen fand, traf ich, als ich es umhergehend vor mir glättete, einen Maroniten, der mir sagte, es handle sich um arabische Schriftzeichen. Dieser Mann erschloss mir die Größe, Würde und Brauchbarkeit der arabischen Sprache. Jeder kennt das Wort, dass “Arabisch eine schwere Sprache” sei — dennoch, ob es nun in meinen Sternen stand oder ob es der Schöpfer dieser Sterne bewirkte: ich fühlte mich gedrängt, zu meinen Studien, zu denen ich verpflichtet war, auch das dieser Sprache hinzuzufügen. Ich begann ohne Schwierigkeiten bei den Orientalisten in Rom zu lernen, die Buchstaben, die Bezeichnungen, die Aussprache. Den Rest erwarb ich in Eigenstudium, und die Grammatik bei Gelehrten wie Guadagnoli, Martellotto, Giggei, Erpenio, Rafeleng, Golius.)
1645 wirkte er an der Übersetzung der Bibel ins Arabische mit. 1656 erhielt er auf direkte Anordnung des Papstes den Lehrstuhl für die arabische Sprache an der Universität La Sapienza in Rom und wirkte als Berater in verschiedenen Kardinalskongregationen, auch als Beichtvater des Papstes Innozenz XI. und verschiedener Angehöriger der Römischen Kurie war er ebenso geschätzt wir einflussreich. Daneben bekleidete er auch in seinem Orden wichtige Ämter, so war er zunächst Novizenmeister, später Generaloberer bzw. Generalprokurator seiner Ordensgemeinschaft. 1699 verzichtete er aus Altersgründen auf seinen Lehrstuhl und verstarb kurz danach am 5. Februar 1700.

## Werke
Marraccis Hauptwerk, die lateinische Übersetzung des Korans, war bereits die dritte Übersetzung dieser Schrift ins Lateinische (die erste, 1143, stammte von Robert von Ketton und Hermann von Carinthia, gefolgt von der Übersetzung des Marcus von Toledo, 1209/10). Der erste Band, Prodromus ad refutationem Alcorani erschien 1691 in der Druckerei der Propaganda Fide und enthält neben einer Darstellung des Lebens des Propheten Mohammed eine Zusammenfassung der Grundlehren des Islam mit zahlreichen quellenverweisen auf islamische Theologen und Gelehrte. Marracci vertritt in seinen Darlegungen u. a. die für heutige Leser befremdliche Ansicht, dass die Lehren Mohammeds und Luthers sich nicht allzu sehr voneinander unterschieden. Der zweite Band, Refutatio alcorani, erschien 1698 in Padua und ist Kaiser Leopold I., dem Befreier Wiens von der Türkenbelagerung, gewidmet. Dieser Band enthält den arabischen Text des Korans, seine lateinische Übersetzung, mit Textanmerkungen und refutationes, also apologetischen Widerlegungen der islamischen Glaubenslehren. Dieses Werk wurde mehrfach neu aufgelegt (z. B. unter dem Titel Al-Coranus ex idiomate Arabico quo primum a Mohammede conscriptus est, Latine versus per Ludovicum Marraccium. Lipsiae, Sumtibus Lanckisianis 1721).
Weiters wirkte Marracci an der arabischen Bibelübersetzung mit und übertrug das im christlichen Volk populäre Officium Beatae Mariae Virginis (vgl. dazu Marientiden) ins Arabische. Daneben finden sich eine Vielzahl kleinerer Schriften, so die Biografie seines Ordensgründers, des (1938 heiliggesprochenen) Johannes Leonardi, (Vita del Ven. P. Giovanni Leonardi, lucchese. 1673).